# Clonidina
A clonidina (nome comercial: Atensina) é um agonista adrenérgico de ação direta do receptor adrenérgico α2, prescrito historicamente como agente anti-hipertensivo. Foram encontrados novos usos, incluindo o tratamento de alguns tipos de dor neuropática, desintoxicação por opioides, hiperidrose do sono e usos fora de indicação, para neutralizar os efeitos secundários dos medicamentos estimulantes como o metilfenidato ou as anfetaminas[carece de fontes?]. Se está convertendo num tratamento mais aceito para a insônia, assim como para aliviar os sintomas da menopausa[carece de fontes?]. A clonidina, está sendo cada vez mais utilizada em conjugação com estimulantes para tratar o déficit de atenção com hiperatividade (TDAH), em que é administrada na parte da tarde ou à noite para ajudar a dormir e também porque modera a condução impulsiva e opositiva associada ao TDAH e pode reduzir os tiques.  A clonidina também pode ser usada na Síndrome de Tourette.
A guanfacina, uma medicação mais recente com perfil farmacodinâmico similar, também é utilizada no tratamento destas condições.

## Indicações
O uso principal deste medicamento é o tratamento da hipertensão. Atua estimulando certos receptores cerebrais (do tipo alfa-2 adrenérgico) que por sua vez relaxam os vasos sanguíneos de outras partes do corpo, promovendo a vasodilatação. Tem especificidade pelos receptores pré-sinápticos α2 no sistema vasomotor do SNC. Esta união inibe a produção de norepinefrina, diminuindo desse modo a atividade simpática, predominando a atividade parassimpática.

### Usos aprovados pela FDA
Este medicamento também pode ser usado para aliviar os sintomas da síndrome de abstinência associado ao uso crônico de narcóticos, álcool e nicotina. Além disso, a clonidina também é usada para as dores de cabeça migratórias, sufocamentos associados à menopausa e transtorno do déficit de atenção e hiperatividade (TDAH).
A clonidina é prescrita regularmente aos dependentes de opiáceos, para aliviar a síndrome de abstinência. É usada principalmente para combater a resposta do sistema nervoso central à abstinência de opiáceos, isto é, taquicardia e hipertensão nos primeiros dias de abstinência. Ajuda também a eliminar o suor, sufocamento e inquietude geral. Possui também efeito sedante.

## Efeitos adversos
A clonidina pode causar tonturas, enjoo, boca seca, desmaios e constipação. Também pode provocar hipotensão. Pode também causar a inibição do orgasmo na mulher.

## Farmacodinâmica
A clonidina é um agonista dos receptores centrais α-adrenérgicos com maior afinidade por receptores α2 que por α1. estimula seletivamente os receptores cerebrais que atuam como sensores dos níveis sanguíneos de catecolamina. Estes receptores encerram um ciclo de feedback negativo, que começam com as ordens dos nervos simpáticos que descendem do cérebro e que controlam a produção de catecolaminas, epinefrina e norepinefrina na medula das supra-renais.

## Interações
Por atuar como agonista dos receptores α2-adrenérgicos, a clonidina reduz a liberação endógena de insulina, o que pode aumentar as necessidades de insulina exógena no tratamento de diabetes tipo I.

## Absorção e distribuição
A clonidina é bem absorvida após administração oral, e a sua biodisponibilidade atinge quase 100%. A concentração máxima no plasma e o efeito hipotensor máximo são observados em 1-3 h após uma dose oral. A meia-vida de eliminação varia de 6-24 h, com média de 12 h.